# Богиня Петро Іванович
Петро́ Іва́нович Боги́ня (20 листопада 1898 , Луганськ, Слов'яносербський повіт, Катеринославська губернія, Російська імперія  — 17 січня 1944 , Ворошиловград, Ворошиловградська область, Українська РСР, СРСР ) — партійний і державний діяч УРСР. Депутат Верховної Ради УРСР 1-го скликання. Член ЦК КП(б)У у 1938 році.

## Біографія
Народився 20 листопада 1898 року в місті Луганську в родині робітника старокотельного цеху заводу Гартмана.
З 1912 по 1917 рік працював на заводі Гартмана в Луганську.
У 1917 році був мобілізований до російської армії, де служив до грудня 1917 року, а потім повернувся до Луганська.
З травня 1918 по червень 1922 року — в Червоній армії. Служив у 1-му Луганському соціалістичному загоні під керівництвом Клима Ворошилова, з 1918 по 1919 рік — у 12-му кавалерійському полку 4-ї партизанської дивізії, був старшим артилеристом бронепоїзда № 72 імені Миколи Руднєва в РСЧА. 1923 року нагороджений орденом Червоного Прапора.
З червня 1922 року — у місті Луганську. Працював підручним коваля школи фабрично-заводського навчання.
З 1922 по 1924 рік навчався у вечірньому машинобудівному технікумі Луганська.
Член ВКП(б) з липня 1925 року.
У 1929 році був відряджений на навчання до Ленінградської фінансової академії.
Після закінчення академії працював деякий час у Москві, а потім повернувся до Луганська (Ворошиловграда), де займав відповідальні посади. З серпня 1934 року — секретар Ворошиловградської міської ради.
У вересні 1937 року — завідувач промислово-транспортного відділу Ворошиловградського міського комітету КП(б)У.
11 жовтня 1937 — червень 1938 року — голова Ворошиловградської міської ради депутатів трудящих Донецької області.
У червні — серпні 1938 року — голова Організаційного комітету Президії Верховної Ради УРСР по Ворошиловградській області.
26 червня 1938 року був обраний депутатом Верховної Ради УРСР 1-го скликання від Ворошиловградсько-Артемівської виборчої округи Ворошиловградської області.
29 липня 1938 року заарештований органами НКВС. Виключений зі складу ЦК КП(б)У постановою Пленуму ЦК КП(б)У 14 вересня 1938 року.
11 вересня 1940 року звільнений із ув'язнення, реабілітований, поновлений у правах.
З 1940 року — начальник Ворошиловградського обласного управління місцевої промисловості, заступник голови виконавчого комітету Ворошиловградської обласної ради.
Помер 17 січня 1944 року. Похований у місті Ворошиловграді (Луганську) на площі Революції. У 1957 році на могилі встановлено барельєф.

## Нагороди
- орден Червоного Прапора (1923)